# دانيال فون دير براك
دانيال فون دير براك (بالألمانية: Daniel von der Bracke)‏ هو لاعب كرة قدم ألماني في مركز الوسط، ولد في 28 يناير 1992 في ألمانيا. شارك مع منتخب ألمانيا تحت 17 سنة لكرة القدم. أما مع النوادي، فقد لعب مع نادي أوسنابروك ونادي كوبلنتس.

## وصلات خارجية
- دانيال فون دير براك على موقع قاعدة بيانات كرة القدم.إي يو (الإنجليزية)
- دانيال فون دير براك على موقع بيانات كرة القدم. دي إي (الألمانية)